# 金田榮路
金田 榮路（かねだ えいじ）は東京都出身のフリーイラストレーター。ファンタジー風のイラストを得意とする。トレーディングカードゲームのイラストやノベルの挿絵を数多く手がける。

## 主な作品
- A/Bエクストリーム CASE-314[エンペラー]（高橋弥七郎著、電撃文庫）：挿絵
- A/Bエクストリーム ニコラウスの仮面（高橋弥七郎著、電撃文庫）：挿絵
- GBAゲームファイアーエムブレム 封印の剣（任天堂、2002年）：公式イラスト
- 小説ファイナルファンタジーXIシリーズ（2002年）：挿絵・イラスト、1-24巻、26-29巻（ただし29巻は共作）を担当
- 小説ドラゴンラージャシリーズ（イ・ヨンド著、ホン・カズミ訳、岩崎書店、2005年）：挿絵
- TVアニメ創聖のアクエリオン（テレビ東京系、2005年）：キャラクター原案
- PSPゲームリゼルクロス（ソニー・コンピュータエンタテインメント、2007年）：キャラクターデザイン
- ファイアーエムブレム大全（小学館、2010年）：イラスト、メッセージ
- 3DSゲームファイアーエムブレム 覚醒（任天堂、2012年）：課金コンテンツ・アイクイラスト
- バチカン奇跡調査官 黒の学院（藤木稟原作、2012年）：漫画
- バチカン奇跡調査官 サタンの裁き（藤木稟原作、2013年）：漫画

## 画集
- 「AQUARION ILLUSTRATIONS -金田榮路 ART WORKS-」（ソフトバンク・クリエイティブ発行、2005年12月）
- 『ファイアーエムブレムキャラクターズ 封印の剣&烈火の剣』（集英社刊、2004年4月）

## CDジャケット
- 「Go Tight!」（AKINO from bless4、2005年）